# Вельбарк
Ве́льбарк (пол. Wielbark) — місто в Польщі, у гміні Вельбарк Щитненського повіту Вармінсько-Мазурського воєводства.
Населення — 2911 осіб (2011). З кінця XVIII століття — у складі Пруссії, у 1871—1918 р.р. — у складі Німецької імперії під назвою Вілленберг (нім. Willenberg).
Став містом 1723 року, перетворився на село 1946 року. Статус міста набув 1 січня 2019.
Розташоване біля впадіння річки Савиці до Омулева, в оточенні лісів. Є залізнична станція (лінія Остроленка-Ольштин, Вельбарк-Нідзиця), автовокзал, аптека, оздоровчий центр, пошта, крамниці, корчма, автозаправна станція; колись також був кінотеатр.

## Демографія
Демографічна структура станом на 31 березня 2011 року:
|          | Загалом | Допрацездатний вік | Працездатний вік | Постпрацездатний вік |
| -------- | ------- | ------------------ | ---------------- | -------------------- |
| Чоловіки | 1432    | 343                | 990              | 99                   |
| Жінки    | 1479    | 336                | 894              | 249                  |
| Разом    | 2911    | 679                | 1884             | 348                  |